# Dandong
För andra betydelser, se Dandong (olika betydelser).
Dandong är en stad på prefekturnivå i provinsen Liaoning i nordöstra Kina. Den ligger omkring 160 kilometer sydost om provinshuvudstaden Shenyang vid kusten mot Koreabukten i Gula havet, belägen just intill Yalufloden som utgör gränsen mot Nordkorea. Folkmängden innanför stadsgränserna var år 2004 omkring 700 000. Stadens storstadsområde har cirka 2 390 000 invånare.
På grund av sin närhet till Nordkorea är många skyltar i staden även textade på hangul.

## Historia
Kartor och fynd på området tyder på att området har varit befolkat sedan Zhoudynastin, och området blev känt under namnet Andong (安東) 1876.
Orten öppnades för utrikeshandel 1907 enligt ett fördrag med USA.
Under Manchukuoeran var staden huvudstad i provinsen Andong, en av de fjorton provinserna som grundades av Manchukuo. Den 20 januari 1965 fick staden sitt nuvarande namn.

## Landmärken
På andra sidan Yalufloden ligger Sinuiju i Nordkorea. De två städerna kopplas ihop av Kinesisk-koreanska vänskapsbron. Ett annat landmärke är Hushanmuren, som markerar den östra änden av Mingdynastins tillbyggnad till Kinesiska muren. Andra landmärken är Jingjiangberget, som är stadens största park, men tidigare fungerade som kinesisk vaktpost.

## Befolkning
Storstadsområdet har cirka 2,4 miljoner invånare. Förutom hankineser är ytterligare 20 minoritetsfolk representerade; de flesta av dessa är manchuer och koreaner.

## Administrativ indelning
Dandong består av tre stadsdistrikt, ett autonomt härad och två städer på häradsnivå.
- Stadsdistriktet Zhenxing (振兴区), 80 km², cirka 380 000 invånare;
- Stadsdistriktet Yuanbao (元宝区), 81 km², cirka 190 000 invånare;
- Stadsdistriktet Zhen'an (振安区), 669 km², cirka 190 000 invånare;
- Manchufolkets autonoma härad Kuandian (宽甸满族自治县), 6 186 km², cirka 430 000 invånare;
- Staden Fengcheng (凤城市), 5 518 km², cirka 580 000 invånare;
- Staden Donggang (东港市), 2 496 km², cirka 640 000 invånare.

## Näringsliv
En kinesisk-nordkoreansk handels- och turismmässa hölls i Dandong den 12–16 oktober 2012, med 400 utställande kinesiska företag. En delegation av 500 nordkoreaner var närvarande vid invigningen.

## Övrigt
Stadens blomma är azalean och dess träd ginkgo.

## Klimat
Genomsnittlig årsnederbörd är 1 333 millimeter. Den regnigaste månaden är juli, med i genomsnitt 430 mm nederbörd, och den torraste är januari, med 11 mm nederbörd.